# さよならの瞬間
「さよならの瞬間」（さよならのしゅんかん）は、1996年11月25日にマーキュリー・ミュージックエンタテイメントからリリースされた松田聖子の通算43枚目のシングル。

## 解説
TBS系東芝日曜劇場『Dear ウーマン』主題歌。

## 収録曲
作詞:Seiko Matsuda／作曲:Seiko Matsuda・小倉良／編曲:鳥山雄司
1. さよならの瞬間[4:40]
2. Dear My darling[4:35]
3. さよならの瞬間（オリジナル・カラオケ）[4:40]

## 関連作品
- さよならの瞬間
  - Guardian Angel
  - Dear
  - Seiko '96-'98
  - Seiko Smile Seiko Matsuda 25th Anniversary Best Selection
  - We Love SEIKO -35th Anniversary 松田聖子究極オールタイムベスト50Songs-
  - 永遠のアイドル、永遠の青春、松田聖子。〜45th Anniversary 究極オールタイムベスト〜
- Dear My darling
  - アルバム未収録